# Solanum missimense
Solanum missimense är en potatisväxtart som beskrevs av Symon. Solanum missimense ingår i släktet skattor som ingår i familjen potatisväxter. Inga underarter finns listade i Catalogue of Life.